# Forte de Nossa Senhora da Nazaré (Horta)
O Forte de Nossa Senhora da Nazaré localizava-se no concelho da Horta, na ilha do Faial, nos Açores.
Em posição dominante sobre o seu trecho do litoral, constituiu-se em uma fortificação destinada à defesa contra os ataques de piratas e corsários, outrora frequentes nesta região do oceano Atlântico.

## História
Dele existe alçado e planta identificada como "Forte de N.ª Snr.ª da Nazaré" de autoria do sargento-mor engenheiro José Rodrigo de Almeida em 1805.
A estrutura não chegou até aos nossos dias.